# Die Brücke (1959)
Die Brücke (bra: A Ponte da Desilusão; prt: A Ponte) é um filme alemão de 1959, dos gêneros drama e guerra, dirigido por Bernhard Wicki. 
Foi indicado ao Oscar de melhor filme estrangeiro em 1960.[carece de fontes?]
Uma versão para a TV foi lançada em 2008: A Ponte

## Sinopse
Segunda Guerra Mundial, 1945. Um grupo de garotos alemães, que até então acompanhavam a guerra de suas casas por não terem idade para se alistar, são finalmente designados para proteger uma ponte que leva à pequena cidade onde vivem. Mesmo considerado pelo comando alemão como sendo de relevância estratégica "0", eles estão armados e entusiasmados com a "nobre" missão. Dever e honra são questionados quando o único adulto responsável por eles deserta na noite anterior à chegada das tropas americanas.[carece de fontes?]

## Elenco
- Folker Bohnet ... Hans Scholten
- Fritz Wepper ... Albert Mutz
- Michael Hinz ... Walter Forst
- Frank Glaubrecht ... Jürgen Borchert
- Karl Michael Balzer ... Karl Horber
- Volker Lechtenbrink ... Klaus Hager
- Günther Hoffmann ... Sigi Bernhard
- Cordula Trantow ... Franziska